# Sultanato mamelucco (Il Cairo)
Il sultanato mamelucco fu un regime composto da mamelucchi che regnò sull'Egitto dalla metà del XIII secolo ai primi anni del XVI. Dai tempi della caduta degli ayyubidi, la maggior parte dei mamelucchi erano arabi e kipčaki turchi. Finché i mamelucchi venivano acquistati, il loro status era poco al di sopra degli schiavi, che non erano autorizzati a portare armi o eseguire determinate attività. Soltanto alla fine, vennero considerati come "veri signori", con lo status sociale al di sopra dei nati musulmani egiziani, quando regnarono sull'Egitto dopo l'estinzione della dinastia ayyubide.

## Storia

### Salita al potere
I reggimenti di militari mamelucchi costituirono il nocciolo duro dell'esercito ayyubide alla fine di questa dinastia. Ciascun sultano aveva il suo corpo militare privato, ed il sultano al-Salih Ayyub (r. 1240-1249) fece soprattutto affidamento su questo mezzo per mantenere il potere. I suoi mamelucchi, fra 800 e 1 000 cavalieri, venivano chiamati Bahris, dal termine arabo bahr (بحر), significante mare o grande fiume, poiché le loro caserme erano ubicate sull'isola di Rawda sul Nilo. Venivano scelti, per lo più, fra i turchi Kipchak che controllavano le steppe a nord del Mar Nero.
Nel 1249 Luigi IX guidò la settima crociata che invase l'Egitto, conquistando Damietta e procedendo velocemente verso sud. Durante la sua avanzata, as-Salih Ayyub morì e gli succedette il figlio al-Mu`azzam Turanshah, ma prima che Turanshah arrivasse al fronte, i mamelucchi Bahri sconfissero i crociati nella Battaglia di Al Mansura facendo prigioniero Luigi e ponendo così fine alla Crociata. Turanshah procedette a mettere il suo entourage e soprattutto i suoi mamelucchi, chiamati Mu `azzamis, in posizioni di potere a scapito degli interessi Bahri. Quattro settimane dopo la cattura di Luigi, il 2 maggio 1250, un gruppo di Bahris assassinò Turanshah.

### Guerre con Mongoli e crociati
Dopo la morte di Turanshah si succedettero dieci anni di instabilità politica in Egitto e in Siria, durante il quale diverse fazioni in competizione fra loro si disputarono il controllo del territorio. Nel 1254, quando una fazione rivale, sotto la guida di Qutuz, divenne potente, la maggior parte dei Mamelucchi Bahri fuggirono al Cairo e si posero al servizio di emiri ayyubidi in Siria. Nel frattempo, i mongoli sotto il comando di Hulegu invasero in forze il Medio Oriente. Saccheggiarono Baghdad nel 1258 e proseguirono verso occidente, catturando Aleppo e Damasco. Qutuz e i Mamelucchi Bahri accettarono di mettere da parte le loro differenze per affrontare la minaccia comune. Essi si scontrarono con un contingente di Mongoli nella battaglia di 'Ayn Jalut e li sconfissero. Con la minaccia mongola temporaneamente superata, le rivalità tra i mamelucchi ripresero, e Baybars, uno dei principali esponenti Bahri, assassinò Qutuz e ne rivendicò il sultanato.

### Cambio di regime
Nel 1377 scoppiò una rivolta in Siria che si propagò anche all'Egitto, ed il governo venne assunto dai Sultani circassi Burji, Baraka e Barqūq; nel 1382 l'ultimo Sultano Bahri, al-Ṣāliḥ Zayn al-Dīn Ḥājjī venne detronizzato, ponendo così fine alla dinastia Bahri, e Barqūq fu proclamato sultano. Egli fu poi cacciato nel 1389 ma riconquistò Il Cairo nel 1390. Permanendo al potere costituì quella che è chiamata la dinastia Burji.

### Gli Ottomani e la fine del sultanato mamelucco
Il Sultano ottomano Bayezid II era impegnato in campagne militari in Europa quando si aprì un nuovo scenario bellico in Egitto nel 1501. Esso nacque dai rapporti con la dinastia dei Safavidi in Persia. Lo Shah Ismāʿīl inviò un'ambasciata alla Repubblica di Venezia via Siria, invitandola ad unirsi a lui per recuperare il territorio conquistato dalla "Sublime porta" ottomana. Il Sultano mamelucco egiziano Qanṣūh al-Ghūrī venne accusato da Selim di concedere il passaggio agli inviati del safavide Shāh Ismāʿīl in Siria nel loro cammino verso Venezia e di proteggere i rifugiati. Per placarlo, Qanṣūh al-Ghūrī mise in cella dei mercanti veneziani, sia in Siria che in Egitto, ma li rilasciò dopo un anno.
Dopo la Battaglia di Cialdiran nel 1514, Selim I uccise il Bey di Dulkadir, un vassallo egiziano, e inviò la sua testa al Sultano mamelucco Qanṣūh al-Ghūrī. Sicuro di sconfiggere Ismāʿīl I, nel 1516 formò un grande esercito con l'obiettivo di conquistare l'Egitto, ma per ingannare gli avversari lo presentò come mezzo di offesa contro Shāh Ismāʿīl. Nel 1515 iniziò la guerra che portò al passaggio dell'Egitto nell'Impero ottomano, che dimostrò che la cavalleria mamelucca non poteva competere con l'artiglieria ottomana e i giannizzeri. Il 24 agosto 1516, nella Battaglia di Marj Dabiq il sultano Qanṣūh al-Ghūrī fu ucciso. La Siria passò ai Turchi, che furono accolti in molti luoghi, come la liberazione dai Mamelucchi.

Il Sultanato mamelucco sopravvisse fino al 1517, quando fu conquistato dall'Impero ottomano. Il Sultano ottomano Selim I prese Il Cairo il 20 gennaio, trasferendo poi il centro del potere a Istanbul. Anche se non con le stesse prerogative godute all'epoca del Sultanato, l'Impero ottomano mantenne i Mamelucchi come suoi vassalli e come classe dirigente egiziana. I Mamelucchi e la dinastia Burji riuscirono così a recuperare parte della loro passata influenza.

### Indipendenza mamelucca dagli Ottomani
Nel 1768, ʿAlī Bey al-Kabīr dichiarò unilateralmente l'indipendenza dagli Ottomani. Tuttavia essi repressero il movimento e mantennero la loro posizione. A quel punto vennero inseriti nell'esercito soldati schiavi provenienti dalla Georgia, nel Caucaso.
Napoleone sconfisse le truppe mamelucche nella Battaglia delle Piramidi nel corso della sua invasione dell'Egitto del 1798. In quella occasione i Mamelucchi ricorsero essenzialmente alla ottima cavalleria, modificata soltanto per l'utilizzo dei moschetti, ma nulla poterono contro le artiglierie francesi, che la decimarono.
Dopo la partenza delle truppe francesi nel 1801, i Mamelucchi continuarono la loro lotta per l'indipendenza, non solo contro l'Impero Ottomano ma anche contro la Gran Bretagna. Nel 1803, i capi mamelucchi Ibrahim Bey e ʿUthmān Beg inviarono una lettera al console generale della Russia chiedendogli di fare da mediatore con il Sultano ottomano per negoziare un cessate il fuoco, e un ritorno in Georgia. L'ambasciatore russo a Istanbul rifiutò categoricamente di mediare perché il governo russo aveva paura di permettere ai Mamelucchi di tornare in Georgia, dove un forte movimento di liberazione nazionale era in aumento.
Nel 1805, la popolazione del Cairo si ribellò. Questa fu un'ottima occasione per i Mamelucchi per riconquistare il potere, ma le tensioni interne e i tradimenti impedirono loro di sfruttare questa opportunità. Nel 1806, i Mamelucchi sconfissero le forze turche diverse volte, e nel mese di giugno le parti rivali conclusero un trattato di pace con il quale l'ottomano Mehmet Ali, che era stato nominato governatore d'Egitto il 26 marzo 1806, fu rimosso e l'autorità dello Stato restituita ai Mamelucchi. Tuttavia questi non furono ancora in grado di sfruttare l'opportunità a causa di conflitti tra i clan e Mehmet Ali mantenne la sua autorità.

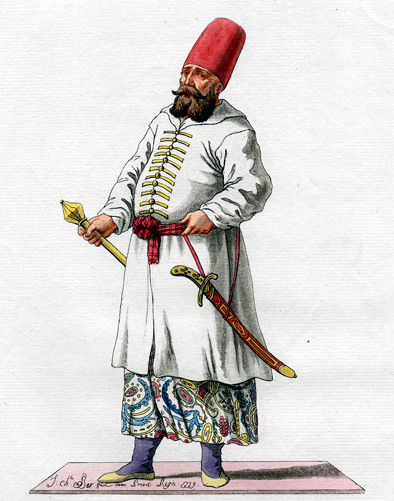
Dipinto raffigurante un Mamelucco, 1779.

### Fine del potere mamelucco in Egitto
Mehmet Ali sapeva che prima o poi avrebbe dovuto affrontare i Mamelucchi se avesse voluto il controllo dell'Egitto. Erano ancora i signori feudali d'Egitto e le loro terre erano ancora fonte di ricchezza e potere. Lo sforzo costante per sostenere la forza militare necessaria per difendere il sistema mamelucco dalle ingerenze europee li avrebbe poi indeboliti fino al punto di collasso.
Il 1º marzo 1811, Mehmet Ali invitò tutti i capi mamelucchi nel suo palazzo per celebrare la dichiarazione di guerra contro i Wahhabiti in Arabia. Fra 600 e 700 Mamelucchi giunsero al Cairo. Vicino alla porta al-Azab, in una stretta strada sotto la collina del Muqattam, le forze appostate di Mehmet Ali (che aveva organizzato un banchetto apparentemente di conciliazione) sterminarono quasi completamente le forze mamelucche in quello che è noto come Massacro della Cittadella. Secondo fonti dell'epoca, soltanto un Mamelucco, il cui nome è indicato come Amim (ma, assai più verosimilmente Amīm), o Heshjukur, sopravvisse costringendo il suo cavallo a saltare dalle mura della Cittadella, che morì nella caduta.
Durante la settimana seguente, centinaia di Mamelucchi furono stanati e uccisi in tutto l'Egitto; nella Cittadella del Cairo ne vennero uccisi più di 1 000. In tutto l'Egitto si stima ne siano stati uccisi 3 000, oltre ai loro familiari.
Nonostante questi tentativi di Mehmet Ali di annientare i Mamelucchi in Egitto, parte di loro si rifugiò nel sud dell'Egitto ed in quello che è oggi il Sudan. Nel 1811, questi Mamelucchi fondarono uno Stato a Dongola nel Sennar come base per la tratta degli schiavi. Nel 1820, il Sultano di Sennar informò Mehmet Ali che non era in grado di dar seguito alla richiesta di espellere i Mamelucchi. In risposta, il Pascià inviò 4 000 uomini a invadere il Sudan, liberandolo dai Mamelucchi e reclamando il territorio all'Egitto. I Mamelucchi di Dongola vennero dispersi, venne conquistato il Kordofan e Sennar si arrese.

## Organizzazione sociale
I Mamelucchi erano organizzati in famiglie sotto la guida di un Ustad. I Mamelucchi aveva una forte lealtà verso il loro Ustad e i loro compagni di reggimento. La fedeltà di un Mamelucco verso i suoi compagni era chiamata khushdāshiyya (in arabo  خشداشية‎?).
I figli dei Mamelucchi non accedevano ai ranghi dell'esercito sultaniale, e tendevano a confondersi con la società in generale.

## Arte ed architettura
Come parte del loro ruolo scelto di difensori dell'ortodossia islamica, i Mamelucchi sponsorizzavano numerosi edifici religiosi, tra moschee, madrase e khanqah. Anche se alcune di queste costruzioni furono erette nelle province, la maggior parte di questi progetti veniva realizzata nella capitale.
 Molti edifici mamelucchi al Cairo sono visibili ancora oggi, particolarmente nella città vecchia (Fusṭāṭ).